# 148
El año 148 (CXLVIII) fue un año bisiesto comenzado en domingo del calendario juliano, en vigor en aquella fecha.
En el Imperio romano el año fue nombrado el del consulado de Cornelio y Calpurnio, o menos frecuentemente, como el 901 ab urbe condita, siendo su denominación como 148 a principios de la Edad Media, al establecerse el anno Domini.

## Acontecimientos
- Ptolomeo escribe el Almagesto, tratado de astronomía en el que se describe el primer modelo preciso del movimiento de los planetas basado en un sistema geocéntrico.
- Comienzo del reinado de Vologases IV, rey de Partia (148–192).
- Sucesión como Patriarca de Constantinopla (Obispo de Bizancio) de Atenodoro (144–148) a Euzois (148–154)
- Comienzo de los estudios en medicina de Galeno.
- An Shih Kao llega a China.
- Redacción del Evangelio de Pedro en Siria.

## Nacimientos
- 7 de marzo (del año 148, 149 o 150): Lucila (Annia Aurelia Galeria Lucilla), aristócrata romana (fallecida en la isla de Capri en 181 o 182), segunda hija del emperador romano Marco Aurelio y Faustina la Menor; hermana del emperador Cómodo.
- Huang Zhong, considerado uno de los cinco tigres de Shu.

## Fallecimientos
- Atenodoro de Bizancio, religioso cristiano.